# Миля

Згори донизу: зорове порівняння кілометра, статутної милі та морської милі

Ми́ля (від лат. milia passuum, «тисяча подвійних кроків») — одиниця довжини в американській та англійській системі мір. Крім того, морська миля застосовується в морській справі.
Назва цієї одиниці відстаней походить від латинського слова milia (міліа) — «тисяча (подвійних кроків)». Через різну довжину кроку латинська миля мала довжину від 1,4 до 1,9 кілометра.
Згодом у багатьох країнах з'явилися власні визначення довжини милі, іноді й по кілька. Водночас їх довжина не прив'язувалася до кроків, а насамперед до більш звичних місцевих мір відстаней (наприклад верст тощо). У Німеччині, наприклад, було 6 різних миль — від 7,5 до 9 кілометрів довжини. До того-ж довжина милі у мандрівників часто залежала від якості дороги. Гірша дорога переважно вимірювалася коротшими милями. Відтак можна припустити, що довжина милі також залежала від проведеного часу в дорозі.
В Україні до переходу на метричну систему були відомі короткі та довгі (великі) милі. Коротка також звалася турецькою, і дорівнювала версті, а довга (або козацька) — 5 верстам (8,35 км)[джерело?].
Російську милю спочатку ототожнювали з верстою, яка становила 0,9—1,07 км. «Пізня» російська миля становила 7 верст, тобто 7,468 кілометрів.
Існують міжнародна статутна миля та міжнародна морська миля. Міжнародну статутну милю звичайно називають просто «миля».
1 миля (статутна) = 1760 ярдів = 5280 футів = 1609,344 м
1 морська миля (чверть) = 1852 м
У Великій Британії 1 морська миля до 1970 р. дорівнювала приблизно 1853 м.